# Whaley Thorns
Whaley Thorns – wieś w Anglii, w hrabstwie Derbyshire, w dystrykcie Bolsover.